# Andsjön, Uppland
Andsjön är en sjö i Uppsala kommun i Uppland och ingår i Olandsåns huvudavrinningsområde.